# 何應芬
何應芬（1921年—2002年），綽號「大黑」、「東方馬菲士」。香港足球運動員、教練。他曾效力於星島、東方、傑志、南華等球隊。

## 球員生涯
何應芬祖籍廣東省南海縣，在香港出生和長大。早年就讀超然學校和喇沙書院；但由於1940年代初太平洋戰爭爆發，何應芬因而輟學。他不久在1941年加盟聖約瑟，展開甲組球員生涯，惟12月8日因日本開始進攻香港，球季被迫中途腰斬。淪陷時間，在香港仍有參與小型球比賽。
香港重光之後，加盟光華，其後獲胡好邀請加盟星島，開始嶄露頭角，並有份隨隊遠征英國。
其後效力過傑志、南華、九巴、東方、東華、元朗、五一七等球隊。
1963年重返東方，1965年開始擔任球員兼教練，1967年正式結束球員生涯，縱橫球壇二十多年，故此有「東方馬菲士」美譽。
1966年第九屆默迪卡杯時，曾擔中華隊主教練。其後出任寮國國家隊、香港足球代表隊的主教練。

## 國際賽
他是前中華民國國家足球隊的球員，曾獲選入1948年倫敦奧運中華民國代表隊。其後在李惠堂的帶領下連續獲得1954年馬尼拉亞運、1958年東京亞運足球金牌。